# Apomastus
Genre
Apomastus est un genre d'araignées mygalomorphes de la famille des euctenizidae.

## Distribution
Les espèces de ce genre sont endémiques de Californie aux États-Unis. Elles se rencontrent dans le bassin de Los Angeles.

## Liste des espèces
Selon World Spider Catalog (version 14.0, 2013) :
- Apomastus kristenae Bond, 2004
- Apomastus schlingeri Bond & Opell, 2002

## Publication originale
- Bond & Opell, 2002 : Phylogeny and taxonomy of the genera of south-western North American Euctenizinae trapdoor spiders and their relatives (Araneae: Mygalomorphae, Cyrtaucheniidae). Zoological Journal of the Linnean Society, vol. 136, no 3, p. 487-534 (texte intégral).